# 10463 Bannister
10463 Bannister este o planetă minoră (asteroid), cu un diametru de 10,858 km, din centura de asteroizi. A fost descoperită pe 25 iunie 1979 la Observatorul Siding Spring de Eleanor F. Helin și a fost numită după Michele Bannister⁠(d). 
Obiectul prezintă o orbită caracterizată de o semiaxă mare de 3,1123618 UAi, o excentricitate de 0,18, o înclinație de 1,55527 ° în raport cu ecliptica.